# Kazimierz Lachowicz

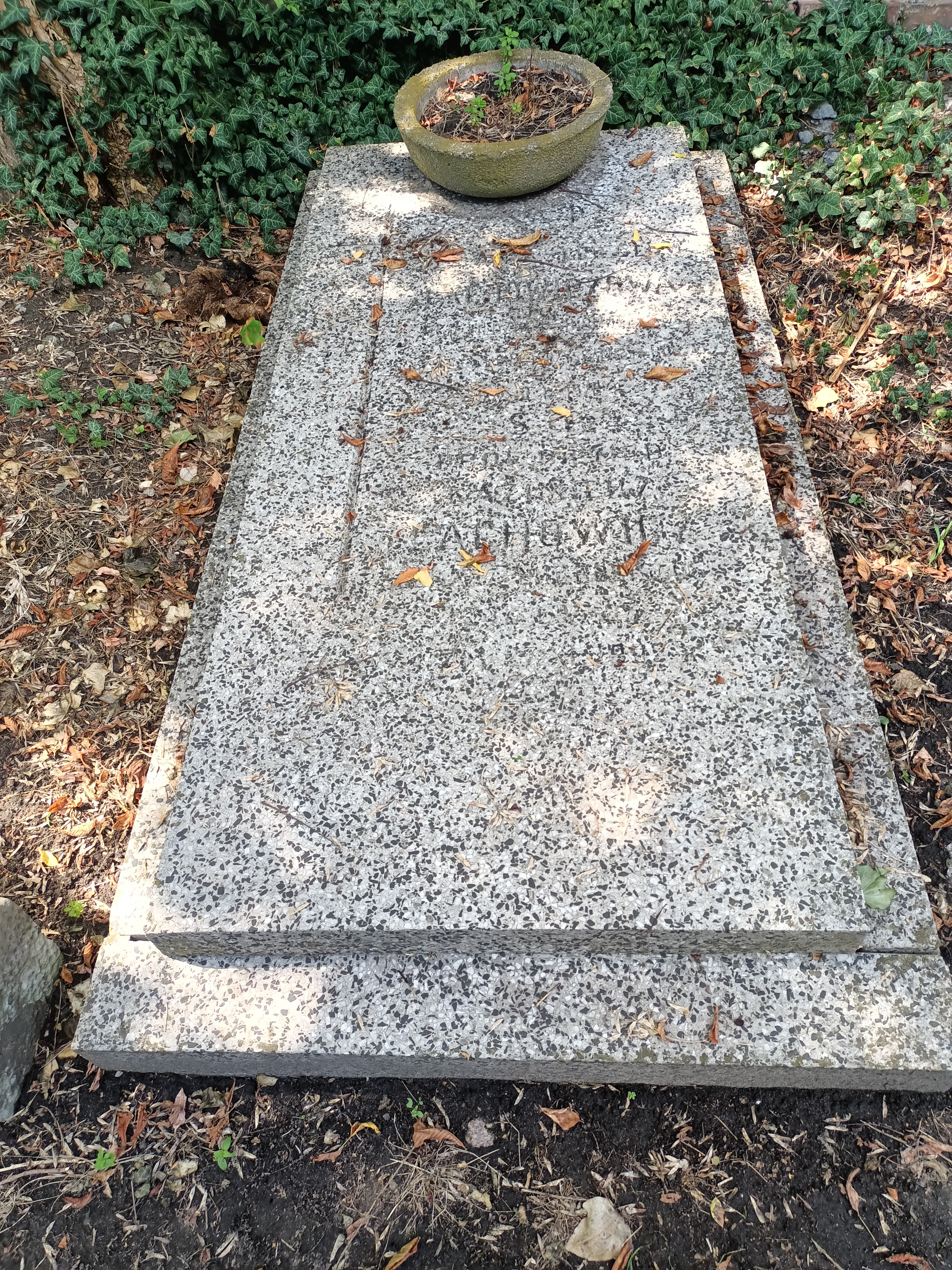
Grób Kazimierza Lachowicza na cmentarzu Powązkowskim w Warszawie

Kazimierz Albin Lachowicz (ur. 1 marca 1909 w Stryju, zm. 27 listopada 1992 w Warszawie) – polski profesor mikrobiologii i epidemiologii, związany z Państwowym Zakładem Higieny od 1935 do 1975 roku.

## Życiorys
Urodzony 1 marca 1909 w Stryju w wielodzietnej rodzinie, syn cywilnego pracownika wojska. Uczęszczał do szkoły powszechnej w Drohobyczu, a następnie do Państwowego Gimnazjum w Buczaczu, które ukończył w 1927. Na utrzymanie zarabiał udzielając korepetycji. W 1934 ukończył studia na wydziale lekarskim Uniwersytetu Jana Kazimierza we Lwowie. Powołany do odbycia jednorocznej obowiązkowej służby wojskowej odbył półroczny kurs podstawowy w Szkole Podchorążych Rezerwy Sanitarnej w Warszawie, następnie 4-miesięczny Wyższy Kurs Bakteriologii i Nauki o Odporności w PZH. W latach 1935–1937 był asystentem Oddziału Diagnostyki PZH. Organizator i pierwszy kierownik filii PZH w Stanisławowie (1937–1943). W lipcu 1939 na Wydziale Lekarskim Uniwersytetu Warszawskiego obronił pracę doktorską nt. sezonowego nosicielstwa maczugowca błonicy u dzieci w domu opieki.
Podczas II wojny światowej aresztowany przez ukraińskich kolaborantów, zwolniony na żądanie niemieckiego dyrektora stanisławowskiego PZH, następnie przeniesiony do Kielc jako lekarz epidemiolog filii PZH (1943–1945).
Po wojnie organizator filii PZH w Gdyni (1945) i Gdańsku (1945–1952), wykładowca na Wydziale Mikrobiologii Uniwersytetu Gdańskiego (1950–1952), kierownik pracowni w Zakładzie Bakteriologii (1952–1975), wicedyrektor (1960–1962) i sekretarz naukowy PZH (1964–1965), ekspert WHO delegowany do Ministerstwa Zdrowia Mongolii (1966–1968).
W 1954 został docentem, w 1959 profesorem nadzwyczajnym, a w 1970 profesorem zwyczajnym. W 1975 przeszedł na emeryturę. 
Był mężem Stefanii z Prieglów (1911–1970), mgr filozofii, bibliotekarki. 
Zmarł w Warszawie, pochowany na cmentarzu Powązkowskim (kwatera PPRK-1-368).

## Ordery i odznaczenia
- Złoty Krzyż Zasługi (19 lipca 1946)[5]
- Medal 10-lecia Polski Ludowej (13 stycznia 1955)[6]